# 현남수
현남수(1965년 7월 14일 ~ )는 롯데 자이언츠의 전 야구 선수다. 현재 하남시 리틀야구단 감독을 맡고 있다.

## 출신 학교
- 초량중학교
- 부산고등학교
- 중앙대학교

## 같이 보기
- 1989년 롯데 자이언츠 시즌